# Hans Müncheberg
Hans Müncheberg (* 9. August 1929 in Templin) ist ein deutscher Fernseh-Dramaturg, Schriftsteller, Fernseh- und Drehbuchautor.

## Leben und Wirken
Zusammen mit seinem älteren Bruder wächst Hans Müncheberg in der Familie eines Templiner Friseurmeisters auf. Im Frühjahr 1938 wird er beim Spielen von einem fehlgesteuerten PKW angefahren und erleidet eine schwere Schädelverletzung mit Gedächtnisauslöschung. Innerhalb eines Jahres kann er den Lernrückstand aufholen und wird 10-jährig für eine Ausbildung an der Nationalpolitischen Erziehungsanstalt (NPEA/ Napola) in Potsdam ausgewählt. Sein Versuch, sich den dortigen Drangsalierungen durch Flucht nach Hause zu entziehen, scheitert. Auch im geglückten Fall hätte seine 1942 inzwischen geschiedene Mutter nicht das Schulgeld für einen zweiten Sohn am Joachimsthalschen Gymnasium Templin aufbringen können – für die Napola-Ausbildung war Hans Müncheberg eine Freistelle eingeräumt worden. 1945 wird er von Potsdam aus im Rahmen des einer Versehrteneinheit der Waffen-SS unterstellten Volkssturms in der Verteidigungsschlacht um Berlin eingesetzt, bei der der 15-Jährige am 2. Mai bei Staaken mit schwerer Verwundung nur knapp dem Tode entgeht. Nach der bedingungslosen Kapitulation der Wehrmacht gelingt es ihm, sich nach Templin durchzuschlagen, wo er zunächst in der Landwirtschaft arbeitet.
1946 kann er am Joachimsthalschen Gymnasium die Schule fortsetzen und 1948 das Abitur machen. Nachdem ihm als Napola-Zögling ein naturwissenschaftliches Studium verweigert worden ist und er einen Arbeitseinsatz im Stahlwerk Riesa absolviert hat, erreicht ihn die Genehmigung für ein Lehrerstudium. Von 1949 bis 1951 studiert er an der Humboldt-Universität zu Berlin Pädagogik (Mathematik/Physik). Die Dozentin Gertrud Rosenow registriert Münchebergs schriftstellerisches Talent und erwirkt für ihn eine zusätzliche Studienerlaubnis für Germanistik, was ihm eine anschließende Tätigkeit als Dramaturgieassistent bei der DEFA ermöglicht. Bei einem Personalgespräch im Dezember 1952, in dem Müncheberg sein Interesse für ein geplantes Kinderfilmstudio bekundet, erklärt ihm der neu eingesetzte DEFA-Hauptdirektor Hans Rodenberg, ob er denn nicht wisse, dass er als Schüler einer faschistischen Erziehungsanstalt mit dem Zusammenbruch Hitlerdeutschlands sein Leben verwirkt habe und 1945 hätte erschossen werden müssen? Er werde ihn auf keinen Fall in ein so junges DEFA-Kollektiv eintreten lassen. Auf Münchebergs Entgegnung, dann wenigstens ins Fernsehzentrum Adlershof wechseln zu dürfen, bekommt er zur Antwort: „Wenn man Sie will... Dort können Sie vorläufig keinen Schaden anrichten.“ Zwei Monate hängt Münchebergs berufliche Laufbahn in der Luft. Seine Anstellung als Fernseh-Dramaturg kommt schließlich nur durch die Fürsprache des Intendanten Hermann Zilles zustande, der ihn aus seiner Autorenarbeit für die live gesendeten Dorf- und Betriebsabende des Berliner Rundfunks im Funkhaus Masurenallee kennt.
Ab 1953 arbeitet Hans Müncheberg als Autor und Dramaturg im Bereich Dramatische Kunst beim Fernsehen der DDR und gehört zusammen mit Hermann Rodigast zu den Pionieren des DDR-Fernsehspiels. Von Chefdramaturg Rodigast mit der Suche nach geeigneten Fernseh-Stoffen beauftragt, findet Müncheberg im März 1953 Friedrich Wolfs kurze Erzählung Der verschenkte Leutnant. Wolf willigt in eine Bearbeitung seiner Westfrontgeschichte aus dem Ersten Weltkrieg ein, bittet um Expose und erste Szenen, die Müncheberg im September 1953 liefert. Nach Wolfs frühem Tod im Oktober 1953 forciert Rodigast mit Unterstützung des Intendanten Zilles die Produktion des Fernsehspiels in der Regie von Wolfgang Luderer. Der neu eingesetzte Intendant Heinz Adameck lehnt jedoch eine Ausstrahlung dieser zu pazifistischen Geschichte ab. Der einst emigrierte Regisseur Paul Lewitt, nun Chefregisseur des Fernsehzentrums, setzt sich für eine Sendung ein, die schließlich am 6. September 1955 während der Leipziger Messe erfolgt. Eine für den 2. Januar 1956 angekündigte Wiederholung wird verhindert.
Als Dramaturg betreut Müncheberg Fernsehspiele und -filme von Autoren wie Helmut Sakowski, Günter Görlich, Jan Koplowitz, Ruth Kraft, Günther Rücker oder Eva Lippold. Einen besonderen Rang nehmen dabei Fernsehbearbeitungen von Werken Anna Seghers’ ein. Anna Seghers Votum für Müncheberg führt auch zur Aufhebung einer 1964 wirksam gewordenen, neun Jahre währenden Sperre, die Müncheberg als Fernseh-Autor erdulden muss, weil er sich einer Anwerbung als Informant des MfS entzieht.
Müncheberg arbeitet für das Nachwende-Fernsehen noch über dessen Abwicklung per 31. Dezember 1991 hinaus. Mit Mitteln des Kulturfonds der DDR sichert er in den 80er Jahren verstreute Materialien aus der Anfangszeit des DDR-Fernsehens. Von April 1992 bis zur Erreichung des Rentenalters ist er arbeitslos. Zudem ist Müncheberg von 1955 bis 1989 als Schöffe und ehrenamtlicher Verteidiger jugendlicher Angeklagter tätig.
1991 wird er als ostdeutscher Vertreter in den European Writers’ Congress (EWC) gewählt. Später ist er Berliner Vorsitzender des Verbandes deutscher Schriftsteller und langjähriges Mitglied im VS-Bundesvorstand. Seit 2000 leitet er ein Archiv zur Frühgeschichte der Fernsehkunst in der DDR. Hans Müncheberg hat zwei Söhne und einen Stiefsohn. Er lebt mit seiner Ehefrau in Schöneiche bei Berlin.

## Werke

### Fernsehen (Auswahl)
Als Dramaturg
- 1953: Isabella Augusta Gregory: Nun steigt für uns der Mond
- 1954: Hermann Rodigast: Morgendämmerung
- 1954: Gerhard Rentzsch: Ein Hoch dem Silberpaar
- 1954: Stefan Heym/Bodo Schweykowski: Die schwarze Liste
- 1954: Molière: Der Geizige
- 1954: Günther Rücker: Zehn Jahre später
- 1954: Klaus-Dieter Kröber: Der Lenz und sein Liebe
- 1954: Hermann Rodigast: Die Entscheidung des Tilman Riemenschneider
- 1955: Konstantin Issajew/Alexander Galitsch: Fernamt...Bitte melden!
- 1955: Gisela Ostberg: Vorsicht Säure
- 1955: Georg W. Pijet: Die Reise nach Berlin
- 1956: Hermann Rodigast: Damals in Paris
- 1957: Werner Hartnick: Gefährliche Wahrheit
- 1957: Bodo Homberg: Die Heimkehr des verlorenen Vaters
- 1957: Leonhard Frank: Baccarat
- 1957: Horst Enders/Guy de Maupassant: Die Glocke von Uville
- 1958: Rudolf Förster: Abgeordneter Willy Jung
- 1958: Oscar Wilde/Siegfried Hartmann: Lord Arthur Saviles Verbrechen
- 1958: Eva Salzer: Die Liebesleiter
- 1958: Günter Görlich: Opfer (Ausstrahlung wegen pazifistischer Tendenz am 7. Mai 1958 durch Intendanz verboten)
- 1958: Jasper G. Boas: Besuch in der Dämmerung
- 1958: Jasper G. Boas: Ein Fenster stand offen
- 1958: Hans Horstmann: Familienfest in Spandau
- 1958: Günter Görlich: Wilhelm Rochnow ärgert sich
- 1958: Helmut Sakowski: Die Entscheidung der Lene Mattke
- 1958: Werner Dworsky: Vertrauen
- 1959: Helmut Sakowski: Die Säge im Langenmoor
- 1959: Rudolf Förster: Nur zehn Minuten
- 1960: Kurt Bortfeldt: Toter Winkel
- 1960: Halmut Sakowski: Steine im Weg
- 1960: Reinhart Wolffen: Auf der Durchreise
- 1960: Kurt Bortfeldt: Fahrt ins Blaue
- 1961: Helmut Sakowski/Hans Müncheberg: Weiberzwist und Liebeslist
- 1961: Horst Enders: Trufanowa
- 1961: Horst Enders: Das Haus im Schatten
- 1962: Marianne Bruns/Kurt Bortfeld: Das ist Diebstahl
- 1962: Conrad Ferdinand Meyer/Hermann Rodigast: Du sollst nicht töten
- 1962: Helmut Sakowski: Eine Nacht und kein Morgen
- 1963: Horst Enders: Noch an diesem Abend
- 1963: Bernt von Kügelgen: Die Nacht in Darniza
- 1963: Horst Enders: Gold für USA
- 1964: Kurt Bortfeldt: Das Hochzeitsgeschenk
- 1963: Marianne Bruns/Kurt Bortfeldt: Tür an Tür
- 1964: Horst Enders: Liebe macht manchmal auch glücklich
- 1964: Kurt Bortfeldt: Miteinander
- 1965: Günter Görlich: Wochenendurlaub
- 1967: Günter Görlich: Das verlorene Jahr
- 1975: Günther Rücker: Lisa
- 1980: Ruth Kraft: Solo für Martina
- 1980: Eva Lippold: Die Verlobte (DEFA)
- 1980: Jan Koplowitz: Hotel Polan und seine Gäste (3 Teile)
- 1982: Fritz Hofmann: Ein Bild von einem Mann

Als Drehbuchautor und Szenarist
- 1949: Kalisalzgewinnung (DEFA-Kurzfilm)
- 1953: Entstehung des Sogs an der Tragfläche (DEFA-Lehrfilm)
- 1953: Christian Lucke/Hans Müncheberg: Tailllenweite 68
- 1954: Wirkungsweise der Luftschraube (DEFA-Kurzfilm)
- 1954: Gotthold Ephraim Lessing: Der junge Gelehrte
- 1954: Erich Hanko/Hans Müncheberg: Der Brief
- 1954: Hans Müncheberg: Die Todeswolke
- 1955: Friedrich Wolf: Der verschenkte Leutnant
- 1955: Hans Müncheberg/Wolfgang Luderer: Der Tod von La Morgaine
- 1955: Ernst Kedno/Hans Müncheberg: Der Widerruf
- 1955: Johannes Wüsten/Hans Müncheberg: Bessie Bosch
- 1956: Charlotte Waldner/Hans Müncheberg: Wer kennt Schütze Dahms?
- 1955: Jacques Offenbach/Hans Müncheberg: Monsieur Choufleuri gibt sich die Ehre (Salon Pitzelberger)
- 1955: Adam Tarn/Hans Müncheberg: Ein gewöhnlicher Fall
- 1956: Georges Courteline/Hans Müncheberg: Der Stammgast
- 1957: Hans Müncheberg: Intrigen
- 1957: Hans Müncheberg/Wolfgang Luderer: Ich bin schuldig
- 1958: Hans Müncheberg: Radarstation
- 1959: Hans Müncheberg/Hans Robert Bortfeldt: Brücke zwischen gestern und morgen
- 1960: Hans Müncheberg: Projekt Merkur
- 1960: Hans Müncheberg: Aufruhr im Kollegium
- 1962: Hans Müncheberg: Geheime Fäden
- 1963: Friedrich Wolf: Lucie und der Angler von Paris
- 1967: Hans Müncheberg: Nante junior
- 1972: Anna Seghers: Die große Reise der Agathe Schweigert (2 Teile)
- 1974: Anna Seghers: Das Schilfrohr
- 1976: Hans Müncheberg: Eine Frau am Telefon
- 1979: Hans Müncheberg: Ich will nach Hause
- 1983: Hans Müncheberg: Alleinstehend
- 1986: Hans Müncheberg: Richter in eigener Sache

### Hörspiele
Als Autor
- 1980: Fernruf – Regie: Achim Scholz (Original-Hörspiel, Monolog – Rundfunk der DDR)

Als Sprecher
- 1952: Ullrich Müller-Benjamin: Geheimauftrag für B 23 Hörspiel um einen Anschlag auf den Panamakanal (Dr. Miller) – Regie: Hans Drechsel (Hörspiel – NWDR)

### Buchveröffentlichungen
- 1963: Projekt Mercury, Roman, Deutscher Militärverlag Berlin; Neuauflage als E-Book 2015, ISBN 978-3-7380-1649-9
- 1991: Gelobt sei, was uns hart macht – Aus dem Leben eines Zöglings der NAPOLA Potsdam, Roman, 320 Seiten, Morgenbuch Verlag Berlin, ISBN 3-371-00321-3
- 2000: Blaues Wunder aus Adlershof – Der Deutsche Fernsehfunk, Erlebtes und Gesammeltes, Verlag Das Neue Berlin, 256 Seiten, ISBN 3-360-00924-X.
- 2010: Außergewöhnliche Fälle zwischen Recht und Gerechtigkeit – erlebte und überlieferte Lebenslinien, Edition Lithaus Berlin, 284 Seiten, ISBN 978-3-95596-013-1
- 2014: Zwischen Wunsch und Wirklichkeit, Erzählungen, Edition Lithaus Berlin, ISBN 978-3-95596-013-1
- 2016: Hoffnungen sind eine endlose Straße: Roman einer langen Suche, Verlag am Park, Berlin, 472 Seiten, ISBN 978-3-945187-71-5
- 2017: Mit dem Wissen wuchsen die Fragen: Lebenswege von Naturwissenschaftlern und Folgen ihrer Forschungen, Verlag am Park, Berlin, ISBN 978-3-945187-79-1

## Ehrungen
- Kunstpreis der FDJ 1959
- Erich-Weinert-Medaille 1960
- Ernst-Moritz-Arndt-Medaille 1964
- Kunstpreis des FDGB 1973
- Heinrich-Greif-Preis 1984
- diverse Silberne und Goldene Lorbeeren des DFF